# 香炉礁駅
座標: 北緯38度55分42秒 東経121度36分11.5秒 / 北緯38.92833度 東経121.603194度
香炉礁駅（こうろしょう-えき）は中華人民共和国遼寧省大連市西崗区に位置する大連地下鉄3号線の駅である。

## 駅構造

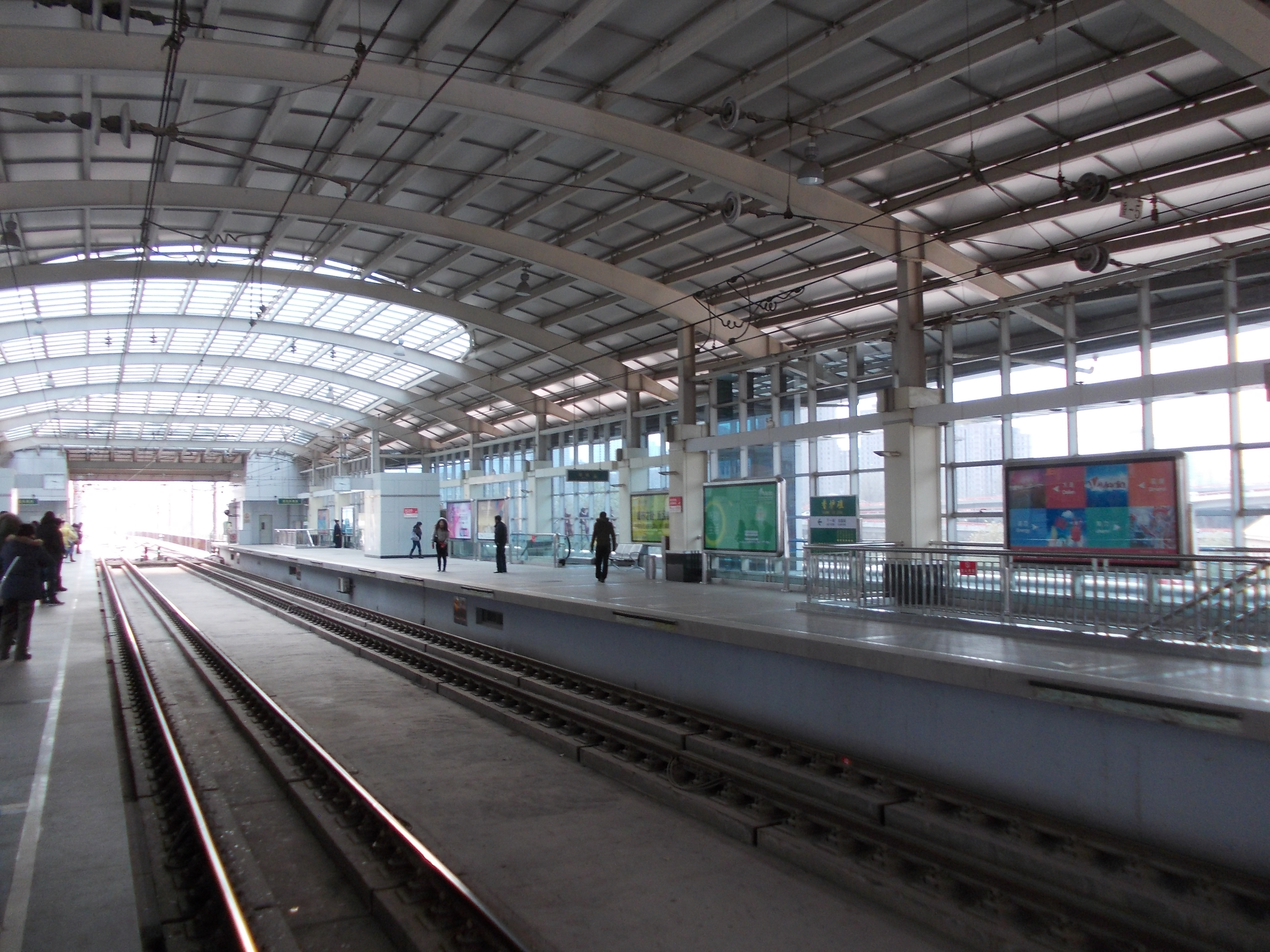
ホーム（2012年11月30日）

相対式ホーム2面2線を有する高架駅。
プラットホーム
| 大連駅 ↑ |
| \| 上    |
| ↓ 金家街 |

| 上り | ■3号線 | 大連駅方面         |
| 下り | ■3号線 | 開発区・金石灘方面 |

## 駅周辺
- 東北路
- IKEA
- METRO - スーパーマーケット
- 旧貨市場

## 歴史
- 2003年5月1日 - 開業。

## 隣の駅
大連公交客運集団有限公司
■大連地下鉄3号線
大連駅 - 香炉礁駅 - 金家街駅